# Howard Carter (cestista)
Howard O'Neal Carter (Baton Rouge, 26 ottobre 1961) è un ex cestista statunitense con cittadinanza francese, professionista nella NBA.

## Carriera
Howard "Hi-C" Carter ha giocato per la squadra della LSU Tigers dal 1980 al 1983, arrivando a disputare la Final Four nel 1981. Durante la sua permanenza all'LSU, venne nominato nella seconda squadra della formazione All-America nel 1982 e nel 1983.
Howard, nell'ambito del draft NBA svoltosi nel 1983, venne selezionato come quindicesimo dai Denver Nuggets, con i quali giocò solo una stagione, mettendo a segno una media di 6,2 punti a partita
La sua breve carriera NBA si concluse ai Dallas Mavericks nella stagione 1984-85. In seguito giocò per quasi un decennio in Francia, arrivando ad acquisire la cittadinanza francese e a militare nella squadra nazionale. Carter finì la sua carriera in Grecia.
Suo figlio, Cameron Carter-Vickers, è nato in Inghilterra ed è un calciatore professionista e milita nel Ipswich Town e della Nazionale di calcio statunitense.

## Palmarès
- Campionato francese: 3

Orthez: 1985-86, 1986-87, 1991-92